# Strychnos tarapotensis
Strychnos tarapotensis là một loài thực vật có hoa trong họ Mã tiền. Loài này được Sprague & Sandwith miêu tả khoa học đầu tiên năm 1927.